# Упізнання (фільм)
Упізнання (рос. Опознание) — радянський художній фільм 1973 року, знятий на кіностудії «Ленфільм».

## Сюжет
Барон Карл Людвіг фон Остер, власник гігантського концерну, один з промислових магнатів ФРН, засуджений на Нюрнберзькому процесі, був звільнений американською військовою адміністрацією і тепер випробує нову зброю. В основі фільму — судовий поєдинок між військовим злочинцем і журналісткою Інгрід Кюн, дочкою професора Петера Кюна, який заплатив життям, щоб не дати в руки Остеру атомну зброю…

## У ролях
- Астріда Кайріша — Інгрід Кюн
- Юріс Стренга — суддя Фердинанд, «Жердина» (озвучив Олег Басілашвілі)
- Ольгерт Кродерс — барон Карл Людвіг фон Остер (озвучив Володимир Кенігсон)
- Микола Анненков — адвокат Гросс
- Леонхард Мерзін — Петер
- Георгій Штиль — Генріх Гофман
- Михайло Єкатерининський — Тодораскі
- Володимир Всеволодов — Август Корф
- Євгенія Вєтлова — Ельза, секретар суду
- Бруно Фрейндліх — радник Хольц
- Лариса Пашкова — Елізабет Шляйєр
- Ао Пееп — секретар Фроман (озвучив Олександр Дем'яненко)
- Гліб Плаксін — Роберт Крауз
- Володимир Ємельянов — суддя Стенлі
- Олга Круміня — Інгрід
- Гедимінас Карка — Штропп
- Марія Призван-Соколова — фрау Магда
- Ада Лундвер — репортер
- Зінаїда Дорогова — жінка в залі суду
- Петро Шелохонов — Полковник
- Олексій Ян — Пташинський
- Кирило Гунн — чоловік в залі суду
- Катерина Боровська — епізод
- Сергій Карнович-Валуа — Георг фон Шніцлер
- Юозас Рігертас — людина Остера
- Марина Юрасова — жінка в залі суду
- Оскар Лінд — чоловік в залі суду
- Сергій Кашеваров — репортер
- Володимир Марков — слідчий

## Знімальна група
- Режисер — Леонід Менакер
- Сценаристи — Аркадій Полторак, Євген Зайцев, Леонід Менакер
- Оператор — Володимир Ковзель
- Композитор — Яків Вайсбурд
- Художник — Юрій Пугач